# كريستينا غيتفان
كريستينا غيتفان (بالمجرية: Gyetván Krisztina)‏ (من مواليد 20 ديسمبر 1979م في فاك) هي لاعبة كرة يد مجرية سابق.

## روابط خارجية
- إحصائيات الوظائف في Worldhandball